# سبت بني بشر
سبت بني بشر: قرية تقع جنوب غرب السعودية. وهي إحدى المراكز التابعة لمحافظة سراة عبيدة  ويقع على الشفاء المطل على تهامة قحطان والواقعة جنوب محافظة سراة عبيدة بمسافة 12 كم. وبها مدرسة ثانوية للبنين ومركز رعاية أولية ومخفر شرطة. وتبعد عن مدينة أبها بحوالي 120كم.

## نسب القبيلة
بنو بشر هم إحدى قبائل مذحج تنتسب إلى بشر بن حرب بن اوس من كعب بن منبه ـ وهو جنب ـ بن يزيد بن حرب بن علة بن جلد بن مذحج، وهو مالك بن أدد بن زيد بن يشجب بن عريب بن زيد بن كهلان بن سبأ بن يشجب بن يعرب بن قحطان 

## أصل التسمية
على اسم أحد أيام الأسبوع مضاف إلى بني بشر و(السبت) قرى بنو بشر الكبيرة ويعد سوق سبت بني بشر أحد الاسواق التاريخية في المحافظة ومعلمًا تاريخيًآ ورافدا اقتصاديًا حيث كانت تجلب إليه الخيرات من كل مكان.

## المظاهر العمرانية
سبت بني بشر قرية قديمة بطراز معماري مميز تتميز هذه القرية بحصونها وقلاعها المهيبة التي تنم عن حضارة ضاربة في القدم. وتتكون بيوتها المبنية بالمداميك الطينية وحجر الرقف من عدة طوابق تتراوح مابين ثلاثة ادوار إلى خمسة ادوار للحماية من التأثيرات المناخية. و قد شيدت مباني سبت بني بشر من خلال جهود أهلها الذاتي كما تشكل القيم الاجتماعية والثقافية والمحددات الاقتصادية خطوطاً واضحة في نشأة ونمو القرية.

## الأنشطة السكانية
تشتهر سبت بني بشر بالزراعة إذ أنها قرية زراعية بشكل خاص وتجود فيها المحاصيل بشتى انواعها ومن اهمها القمح والذرة والشعير وغيرها.